# نيكولا ميلوجفيتش (تنس)
نيكولا ميلوجفيتش (بالصربية: Никола Милојевић) مواليد 19 يونيو 1995 في بلغراد، صربيا والجبل الأسود، هو لاعب كرة مضرب صربي يلعب باليد اليمنى ويحتل حالياً المرتبة رقم. 219 (4 أبريل 2016) في تصنيف رابطة محترفي كرة المضرب. أعلى تصنيف له في الفردي كان المركز الـ 219 في سنة 2016. أعلى تصنيف له في الزوجي كان المركز الـ 818 في سنة 2015.

## روابط خارجية
- نيكولا ميلوجفيتش على موقع رابطة محترفي التنس (الإنجليزية)
- نيكولا ميلوجفيتش على موقع الاتحاد الدولي لكرة المضرب (الإنجليزية)
- نيكولا ميلوجفيتش على موقع كأس ديفيز (الإنجليزية)
- نيكولا ميلوجفيتش على موقع خلاصة التنس.كوم (الإنجليزية)